# Romanos 1
Romanos 1 é o primeiro capítulo da Epístola aos Romanos, de autoria do Apóstolo Paulo, no Novo Testamento da Bíblia. 

## Manuscritos
- O texto original é escrito em grego Koiné.
- Alguns dos manuscritos mais antigos que contém este capítulo ou trechos dele são:
  - Papiro 40
  - Papiro 10
  - Codex Vaticanus
  - Codex Sinaiticus
  - Codex Alexandrinus
  - Codex Ephraemi Rescriptus
- Um manuscrito posterior, Codex Boernerianus (provavelmente do século IX) não usa a frase ἐν Ῥώμῃ (em Roma). No versículo 7 esta frase foi substituída por ἐν ἀγαπῃ (no amor - texto interlinear latim in caritate et dilectione), e no versículo 15 a frase é omitida tanto nos textos gregos como nos latinos.
- Vários estudiosos acreditam que os versículos 18 a 32 (e o Capítulo 2) são uma interpolação de origem não-paulina[2].
- Este capítulo é dividido em 32 versículos.

## Estrutura
A Tradução Brasileira da Bíblia organiza este capítulo da seguinte maneira:
- Romanos 1:1-7 - Prefácio e saudação
- Romanos 1:8-15 - Paulo dá graças a Deus e explica porque ainda não os visitou
- Romanos 1:16-17 - O assunto da epístola: a justiça de Deus pela fé
- Romanos 1:18-32 - Os gentios, ignorando o que se pode conhecer de Deus, entregam-se à idolatria